# Claude-Marie Le Laé
Claude-Marie Le Laé, né le 8 avril 1745 à Lannilis (Finistère) et mort le 11 juin 1791 à Landerneau (Finistère), est un avocat et magistrat français, doublé d'un écrivain en breton et en français. Avocat, puis juge rallié à la Révolution, il est connu pour son œuvre en breton et en français, qui n'a circulé de son vivant que sous forme manuscrite. Il y montre des qualités d'érudition et un sens du burlesque indiscutables.

## Vie et formation
Ses parents, Olivier Le Lae, ménager, et Jeanne Le Roy, habitaient un village dominant l'estuaire de l'Aber-Benoît, appelé Gorrekear-ar-C'houm. Claude-Marie, neuvième de dix enfants, n'entre qu'à à 19 ans au collège de Léon, à Saint-Pol-de-Léon (Finistère). Il est en rhétorique (première) au début de 1766 et va ensuite à Brest pour la dernière classe (les classes de Saint-Pol n'étaient ouvertes qu'une année sur deux), puis à Rennes pour étudier le droit. Il devient avocat en 1773 et exerce à Rennes jusqu'en 1789.

Il accueille bien la Révolution et accepte la charge de juge au tribunal du District de Landerneau en 1790. Il décède l'année suivante, peut-être de la tuberculose.

## L'œuvre littéraire
Avec celle de Pascal de Keranveyer, l'œuvre littéraire de Claude-Marie Le Laé, composée d'environ 200 pièces de vers, est un témoignage important de la littérature en breton non religieuse du XVIIIe siècle, dont une bonne part a circulé sous forme manuscrite et sous forme orale, sans avoir été imprimée.

Elle témoigne du fait que l'esprit des Lumières pouvait s'exprimer en breton avant que les élites de la Bretagne Ouest n'abandonnent l'usage écrit de cette langue après la Révolution.

Seul, le sermon burlesque du recteur (curé) de Beuzit sur la mort de son sacristain, Michel Morin, trouva un imprimeur en 1766 avec une réédition posthume quarante ans plus tard.
Les œuvres manuscrites ont dû circuler passablement, puisque Jacques Cambry en fait une appréciation plutôt élogieuse sous le Directoire :

« Un des meilleurs poètes bretons vécut dans cette ville. Ses vers ont encore la faculté, j’en suis témoin, de faire rire aux éclats, d’un rire inextinguible, les hommes de la campagne les moins instruits ; les gens des villes les plus éclairés ; les femmes ; les enfans ; tous ceux qui les entendent. Ce bon rire, que déterminoit Carlin, peut seul donner l’idée des éclats, des redoublemens que les vers de le Laé savent exciter.

Son Michel Morin est un chef-d’œuvre de gaîté, de plaisanterie, de cette naïveté maligne que Swift, Rabelais et quelques poètes italiens employèrent dans leurs œuvres burlesques. »

Au début du XXe siècle, Gaston Esnault trouvera des gens capables de lui réciter l'intégralité d'ar Chy qui comporte 560 vers, car ce type de comique resta longtemps apprécié des gens du peuple. Le sermon burlesque en breton sur Michel Morin a été mémorisé par plusieurs générations.

Émile Souvestre, Daniel Miorcec de Kerdanet et Théodore Hersart de la Villemarqué se montreront plus critiques et trouveront Claude-Marie Le Laé trop homme de son temps et trop mondain, c'est-à-dire adaptant en breton des œuvres venues de Paris. Le dernier l'accuse d'avoir été anticlérical, ce qui n'est nullement attesté, et d'avoir « dépouillé les prêtres », allusion au fait qu'il était juge au moment de l'aliénation des biens de l'Église en 1791.

Pourtant, son breton, bien que mâtiné de quelques mots de français est d'une grande qualité et ses pièces en français, de facture moyenne, sont à mi-chemin entre Rabelais et La Fontaine.

Selon Gaston Esnault, toutes ces œuvres sont des amusements de fin d'étude et, donc d'un homme encore jeune.

### Ar c'hy
C'est un poème burlesque de 70 strophes de 8 vers (560 vers) qui relate les procédures juridiques qui auraient suivi la mort accidentelle du chien du recteur (curé) de Lannilis.

Ar c’hy est l’amusement d’un étudiant en Droit de 27 ans qui teste ses capacités assez étonnantes à satiriser à force d’allusions plus ou moins décelables et à citer les auteurs latins, les théologiens et les juristes renommés.
De nombreuses personnes de Lannilis et du Bas-Léon sont nommées, particulièrement les prêtres, ainsi que les acteurs judiciaires (juges, notaires, avocats, juristes, huissiers), dont la plupart ne se sont probablement pas formalisés d’être gentiment satirisés, sachant apprécier l’autodérision collective.
Dans les variantes qui sont 5 couplets que Le Lae a mis à part, le couplet XLIII fait allusion à l’interdiction des livres de Jean-Jacques Rousseau par l’archevêque de Paris, Beaumont. La note associée parodie Voltaire pour railler Jean-Jacques !
Les références à l’actualité ont été datées de 1772. Gaston Esnault pense que la pièce a été composée ou réécrite au presbytère de Ploudalmézeau, car l’auteur semble avoir eu l’amitié constante du recteur Le Floc’h, peut-être un parent.